# 興津裕康
興津 裕康（おきつ ひろやす、1939年11月11日 - 2011年1月19日）は、日本の会計学者。学位は、経営学博士（論文博士・1985年）（学位論文「ドイツにおける貸借対照表論の理論形成に関する研究」）。近畿大学名誉教授。元日本簿記学会会長。元日本会計史学会会長。

## 略歴
兵庫県三原郡西淡町（現南あわじ市）出身。1964年関西学院大学商学部卒、1969年神戸大学大学院経営学研究科博士課程満期退学。1985年「ドイツにおける貸借対照表論の理論形成に関する研究」で経営学博士の学位を取得。広島商科大学講師、校名変更で広島修道大学助教授、近畿大学商経学部教授。2005年日本会計史学会会長。2008年退任、名誉教授、日本簿記学会会長。

## 著書
- 『貸借対照表論の展開 ドイツにおける貸借対照表論の系譜』森山書店 1978
- 『貸借対照表論の研究』森山書店 1984
- 『公認会計士2次試験実戦テスト簿記』税務経理協会 1988
- 『現代財務会計』森山書店 1989
- 『入門財務会計』森山書店 1990
- 『体系財務諸表論』中央経済社 1991
- 『財務会計の理論』税務経理協会 1992
- 『演習会計学』中央経済社 1997
- 『現代制度会計』森山書店 1997
- 『新会計基準による財務会計の理論』税務経理協会 2000
- 『企業簿記』森山書店・会計基礎シリーズ 2002
- 『演習財務会計論』中央経済社 2004
- 『企業会計』森山書店 会計基礎シリーズ 2004

### 共編著
- 『簿記概論』安平昭二共著 千倉書房 1979
- 『演習簿記論』岸悦三共著 中央経済社 1981
- 『簿記原理』岡野憲治共著 白桃書房 1993
- 『現代会計用語辞典』大矢知浩司共編 税務経理協会 1999
- 『財務会計システムの研究』編著 税務経理協会 1999
- 『例解簿記』濱田麗史共編著 税務経理協会 1999
- 『基礎から学ぶ現代原価計算』岡野憲治,吉田栄介共編著 白桃書房 2002
- 『例解基本簿記』濱田麗史共編著 税務経理協会 2003
- 『仕訳で学ぶ簿記』監修 税務経理協会 2004
- 『20世紀におけるわが国会計学研究の軌跡』戸田博之,中野常男共編著 白桃書房 2005

### 翻訳
- マルセル・シュヴァイツァー『貸借対照表の構造と機能』監訳 森山書店 1992

## 論文
- <興津裕康